# Quincy Hall
Quincy Hall (Kansas City, 31 de julho de 1998) é um velocista e barreirista norte-americano, campeão olímpico dos 400 metros em Paris 2024 e campeão mundial do revezamento 4x400 metros em Budapeste 2023.
Hall venceu a prova olímpica com o tempo de 43s40, a segunda melhor marca em Jogos Olímpicos, atrás apenas do recorde olímpico e mundial do sul-africano Wayde van Niekerk conseguido na Rio 2016.